# Opowieść wigilijna

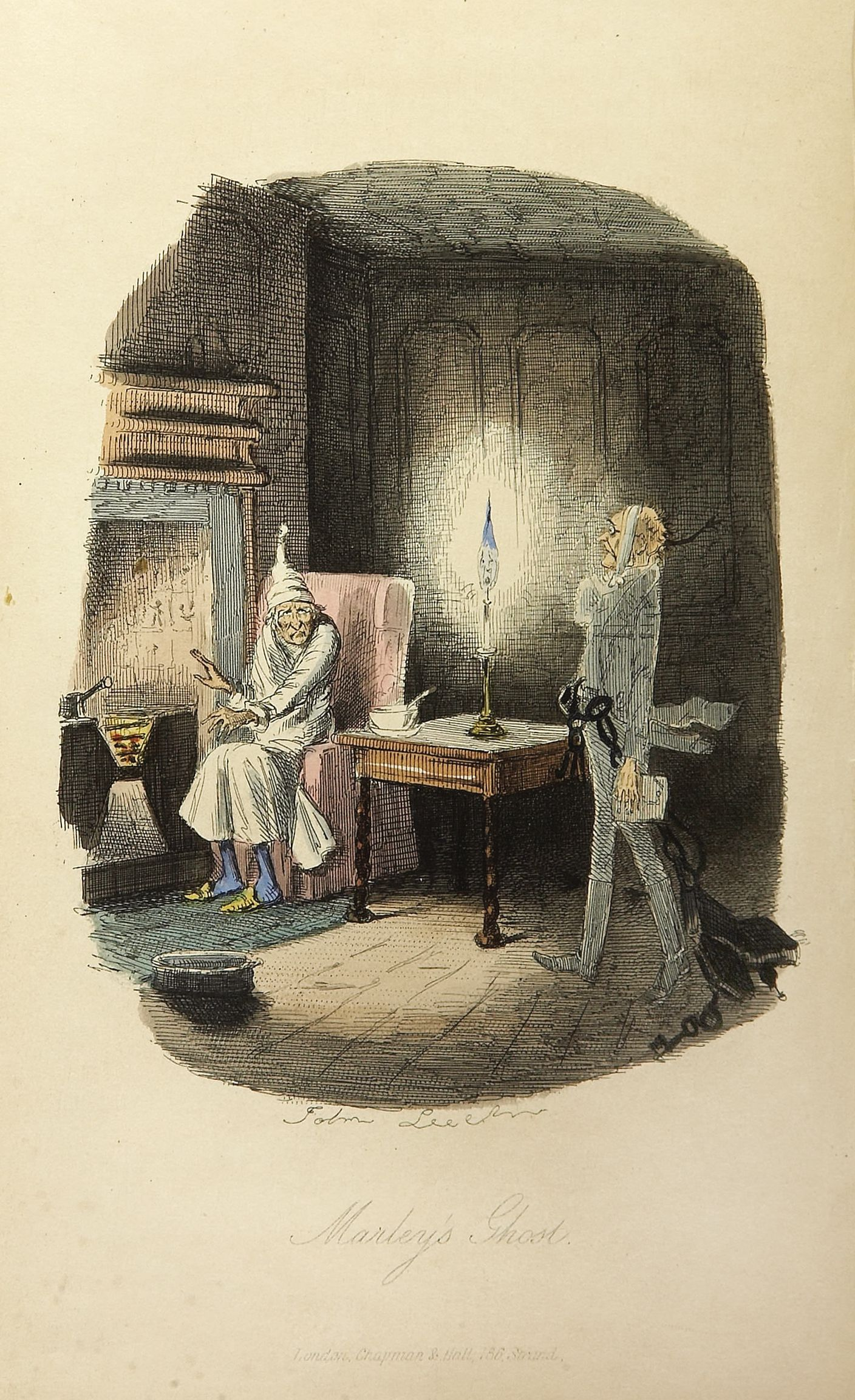
Scrooge odwiedzany przez ducha Marleya. Ilustracja Johna Leecha z pierwszego wydania Opowieści wigilijnej

Opowieść wigilijna (tyt. oryg. A Christmas Carol, dosł. Kolęda bożonarodzeniowa) – opowiadanie Charlesa Dickensa nawiązujące do Wigilii Bożego Narodzenia. Książka ukazała się po raz pierwszy 19 grudnia 1843 roku z ilustracjami Johna Leecha. Tłumaczona wielokrotnie i wydawana jako Opowieść wigilijna (częściej) lub zgodnie z oryginalnym tytułem jako Kolęda prozą.
Opowiadanie Charlesa Dickensa jest napisane w stylu wiktoriańskim. Pokazuje głębokie doświadczenie i przemianę skąpca Ebenezera Scrooge’a, zachodzącą w czasie nocy wigilijnej. Jest on samotnikiem, nielubiącym ludzi, a dbającym jedynie o pomnażanie swojego majątku. W noc wigilijną ukazuje mu się duch Jakuba Marleya – jego zmarłego partnera w interesach, cierpiącego pod ciężarem łańcucha win, który wykuł sobie za życia. Ta wizyta ma uchronić Scrooge’a przed podobnym losem. Początkowo nieufny, Ebenezer zmienia zdanie pod wpływem wizyt kolejnych duchów: Ducha Dawnych Świąt Bożego Narodzenia, Ducha Obecnych Świąt i Ducha Świąt przyszłych. Pokazują one bohaterowi sceny z jego życia przeszłego, teraźniejszego i przyszłego. Przerażony wizją samotnej śmierci, Scrooge pojmuje beznadziejność takiego trybu życia i nastawienia do innych ludzi, staje się z powrotem szczodrym, serdecznym człowiekiem, jakim był za młodu, przed śmiercią siostry, jedynej jak się zdawało osoby, która kiedykolwiek troszczyła się o niego.
Opowieść wigilijna była niespodziewanym sukcesem Charlesa Dickensa. Pierwszy nakład wyniósł 6 tysięcy egzemplarzy i został wyprzedany w ciągu zaledwie trzech dni. Dickens napisał książkę przede wszystkim z zamiarem spłacenia swoich długów karcianych.

## W Polsce
Utwór jest lekturą szkolną w Polsce.  Stał się lekturą obowiązkową dla klasy VII szkoły podstawowej w 2017 roku i był nią nadal w 2024 roku. Jest to jedna z nielicznych w tej liście lektur pozycji literatury zagranicznej.

## Ekranizacje
- Opowieść wigilijna (2009) w reżyserii Roberta Zemeckisa
- Opowieść wigilijna (1999) w reżyserii Davida Hugh Jonesa
- Opowieść wigilijna (1997) w reżyserii Stana Philipsa
- Opowieść wigilijna (1970) w reżyserii Ronalda Neame

## Odniesienia w kulturze
- 3 odcinek 6 sezonu serialu Przystanek Alaska zawiera żydowską wersję tej historii, w której Boże Narodzenie zastąpiono świętem Jom Kippur.
- Do Opowieści wigilijnej nawiązuje 13 odcinek amerykańskiego serialu telewizyjnego Autostrada do nieba – Pieśń wigilijna (Another Song for Christmas).
- Do opowiadania nawiązuje odcinek specjalny brytyjskiego serialu science-fiction pt. Doktor Who z 2010 roku pt. Opowieść wigilijna (ang. A Christmas Carol). Nawiązania do tego opowiadania pojawiają się także w odcinku Niespokojni nieboszczycy z 2005 roku.
- Filmy animowane Opowieść wigilijna Flintstonów czy Opowieść wigilijna Myszki Miki
- Czwarty film pełnometrażowy muppetów – Opowieść wigilijna muppetów
- Postać Sknerusa McKwacza
- Do Opowieści wigilijnej nawiązuje komiks Judge Dredd: A Christmas Carol opublikowany w Judge Dredd Megazine 26.12.1992 r. – polskie wydanie w albumie Sędzia Dredd: Kompletne Akta 18.
- Film Świąteczny Duch (Spirited) z 2022 jest spinoffem Opowieści wigilinej[7].

## Przypisy

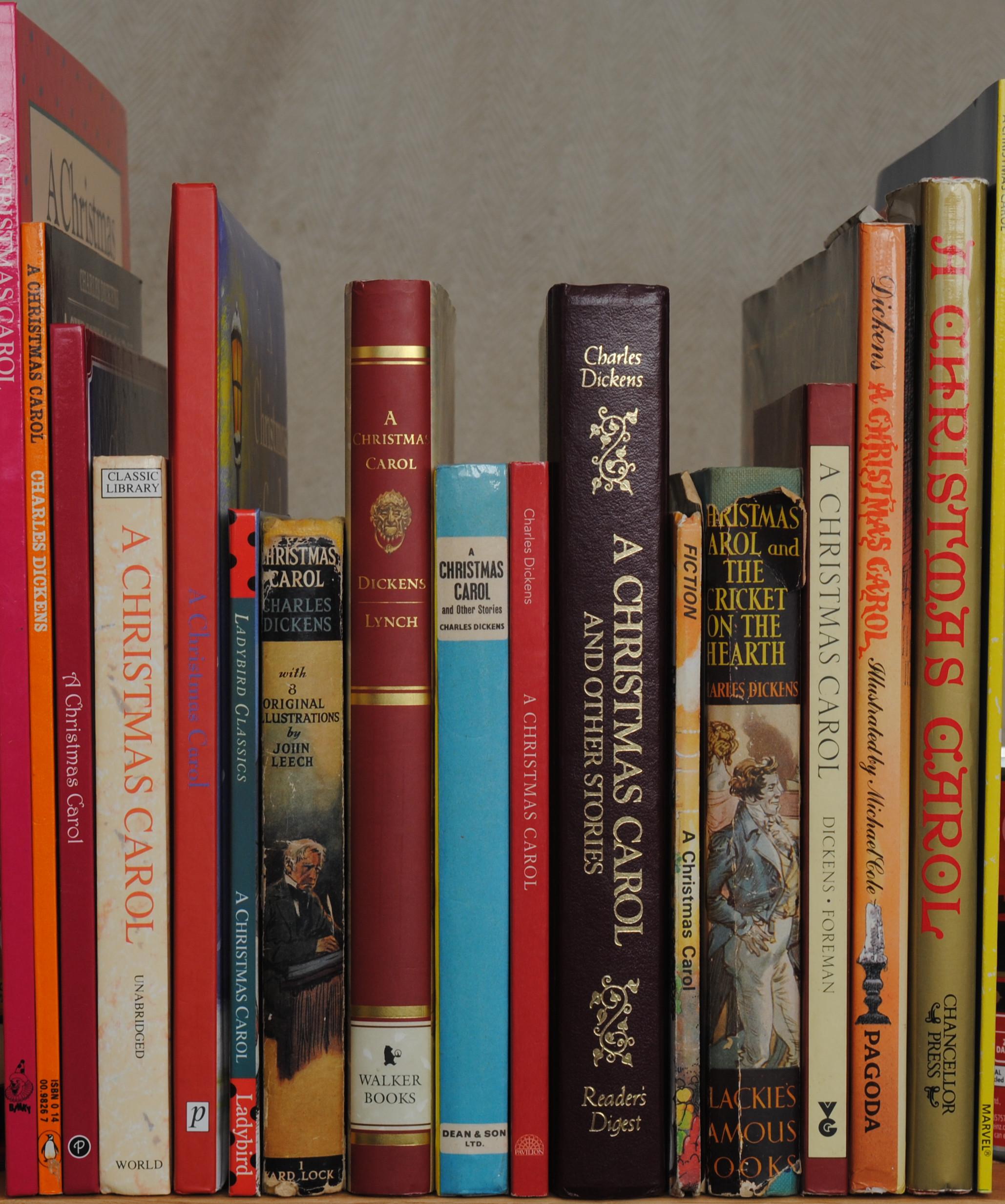
Kilka z wielu wydań Opowieści wigilijnej